# Acmim
Acmim ou Achmim (em árabe: اخميم; romaniz.: Akhmim; também conhecida por Panópolis na Antiguidade) é uma cidade do Alto Egito, distante 67 milhas ao sul de Assiut e 4 milhas ao norte de Suaje, no lado oposto do rio onde há uma ferrovia para o Cairo e Assuã. É a maior cidade do lado leste do Nilo no Alto Egito.
Em 1907, sua população era de 23.795 habitantes, dos quais um terço era de coptas. Acmim tem várias mesquitas e dois templos coptas; mantém um mercado semanal e manufaturas de algodão, cujas roupas são usadas pelas classes mais pobres. Extramuros, há as ruínas de templos antigos. Especula-se que Acmim seja o berço de Tutemés IV e Amenófis III.